# Christine Majerus
Christine Majerus (Lussemburgo, 25 febbraio 1987) è un'ex ciclista su strada ed ex ciclocrossista lussemburghese, ciclista completa, ha vinto il titolo mondiale nella cronometro a squadre a Doha nel 2016 e lo Holland Tour nel 2019.

## Palmarès

### Strada
- 2007 (una vittoria)

Campionati lussemburghesi, Prova a cronometro
- 2008 (ESGL 93-GSD Gestion, una vittoria)

Campionati lussemburghesi, Prova a cronometro
- 2009 (ESGL 93-GSD Gestion, una vittoria)

Campionati lussemburghesi, Prova a cronometro
- 2010 (ESGL 93-GSD Gestion, due vittorie)

Campionati lussemburghesi, Prova a cronometro
Campionati lussemburghesi, Prova in linea
- 2011 (Team GSD Gestion, due vittorie)

Campionati lussemburghesi, Prova a cronometro
Campionati lussemburghesi, Prova in linea
- 2012 (Team GSD Gestion, due vittorie)

Campionati lussemburghesi, Prova a cronometro
Campionati lussemburghesi, Prova in linea
- 2013 (Sengers Ladies Cycling Team, tre vittorie)

Campionati lussemburghesi, Prova a cronometro
Campionati lussemburghesi, Prova in linea
Sparkassen Giro Bochum
- 2014 (Boels-Dolmans Cycling Team, due vittorie)

Campionati lussemburghesi, Prova a cronometro
Campionati lussemburghesi, Prova in linea
- 2015 (Boels-Dolmans Cycling Team, tre vittorie)

3ª tappa Women's Tour (Oundle > Kettering)
Campionati lussemburghesi, Prova a cronometro
Campionati lussemburghesi, Prova in linea
- 2016 (Boels-Dolmans Cycling Team, cinque vittorie)

Dwars door de Westhoek
La Classique Morbihan
1ª tappa Women's Tour (Southwold > Norwich)
Campionati lussemburghesi, Prova a cronometro
Campionati lussemburghesi, Prova in linea
- 2017 (Boels-Dolmans Cycling Team, quattro vittorie)

1ª tappa Festival Elsy Jacobs (Steinfort > Steinfort)
Classifica generale Festival Elsy Jacobs
Campionati lussemburghesi, Prova a cronometro
Campionati lussemburghesi, Prova in linea
- 2018 (Boels-Dolmans Cycling Team, tre vittorie)

1ª tappa Festival Elsy Jacobs (Steinfort > Steinfort)
Campionati lussemburghesi, Prova a cronometro
Campionati lussemburghesi, Prova in linea
- 2019 (Boels-Dolmans Cycling Team, cinque vittorie)

La Classique Morbihan
Campionati lussemburghesi, Prova a cronometro
Campionati lussemburghesi, Prova in linea
Classifica generale Holland Tour
Grand Prix d'Isbergues
- 2020 (Boels-Dolmans Cycling Team, due vittorie)

Campionati lussemburghesi, Prova a cronometro
Campionati lussemburghesi, Prova in linea
- 2021 (Team SD Worx, tre vittorie)

Omloop van de Westhoek
Campionati lussemburghesi, Prova a cronometro
Campionati lussemburghesi, Prova in linea
- 2022 (Team SD Worx, tre vittorie)

Drentse Acht van Westerveld
Campionati lussemburghesi, Prova a cronometro
Campionati lussemburghesi, Prova in linea
- 2023 (Team SD Worx, due vittorie)

Campionati lussemburghesi, Prova a cronometro
Campionati lussemburghesi, Prova in linea
- 2024 (Team SD Worx - Protime, una vittoria)

Campionati lussemburghesi, Prova a cronometro

#### Altri successi
- 2013 (Sengers Ladies Cycling Team)

Giochi dei piccoli stati d'Europa, Prova a cronometro
Giochi dei piccoli stati d'Europa, Prova in linea
Classifica scalatrici Thüringen Rundfahrt
- 2015 (Boels-Dolmans Cycling Team)

Classifica a punti Tour de Bretagne
- 2016 (Boels-Dolmans Cycling Team)

1ª tappa Energiewacht Tour (Groninga > Groninga, cronosquadre)
2ª tappa Holland Tour (Gennep > Gennep, cronosquadre)
Campionati del mondo, Cronometro a squadre
- 2017 (Boels-Dolmans Cycling Team)

2ª tappa Healthy Ageing Tour (Baflo > Baflo, cronosquadre)
Classifica a punti Festival Elsy Jacobs
Classifica a punti Women's Tour
Vårgårda UCI Women's WorldTour TTT (cronosquadre)
- 2018 (Boels-Dolmans Cycling Team)

3ª tappa, 2ª semitappa Healthy Ageing Tour (Stadskanaal > Stadskanaal, cronosquadre)
Vårgårda UCI Women's WorldTour TTT (cronosquadre)
- 2019 (Boels-Dolmans Cycling Team)

Classifica a punti Tour de Yorkshire

### Ciclocross
- 2009-2010 (una vittoria)

Campionati lussemburghesi, Prova Elite
- 2010-2011 (una vittoria)

Campionati lussemburghesi, Prova Elite
- 2011-2012 (una vittoria)

Campionati lussemburghesi, Prova Elite
- 2012-2013 (una vittoria)

Campionati lussemburghesi, Prova Elite
- 2013-2014 (una vittoria)

Campionati lussemburghesi, Prova Elite
- 2014-2015 (una vittoria)

Campionati lussemburghesi, Prova Elite
- 2015-2016 (una vittoria)

Campionati lussemburghesi, Prova Elite
- 2016-2017 (cinque vittorie)

Grand Prix du Nouvel-An (Pétange)
EKZ CrossTour Meilen, 5ª prova EKZ CrossTour (Meilen)
Campionati lussemburghesi, Prova Elite
Weversmisdagcross (Otegem)
Grand Prix Möbel Alvisse (Leudelange)
- 2017-2018 (quattro vittorie)

Cyclo-cross de Jablines, 3ª prova Coppa di Francia (Jablines)
Cyclo-cross de Flamanville, 4ª prova Coppa di Francia (Flamanville)
Grand Prix du Nouvel-An (Pétange)
Campionati lussemburghesi, Prova Elite
- 2018-2019 (tre vittorie)

Grand Prix du Nouvel-An (Pétange)
Cyclo-cross International de La Mézière (La Mezière)
Campionati lussemburghesi, Prova Elite
- 2019-2020 (quattro vittorie)

EKZ CrossTour Hittnau, 2ª prova EKZ CrossTour (Hittnau)
EKZ CrossTour Meilen, 3ª prova EKZ CrossTour (Meilen)
Campionati lussemburghesi, Prova Elite
Kasteelcross (Zonnebeke)
- 2020-2021 (una vittoria)

EKZ CrossTour Hittnau, 3ª prova EKZ CrossTour (Hittnau)
- 2021-2022 (due vittorie)

Grand Prix du Nouvel-An (Pétange)
Campionati lussemburghesi, Prova Elite
- 2023-2024 (due vittorie)

Grand Prix du Nouvel-An (Pétange)

## Piazzamenti

### Grandi Giri
- Giro d'Italia

2016: non partita (5ª tappa)
2018: 42ª
2022: non partita (7ª tappa)
- Tour de France

2022: 72ª
2023: 60ª
2024: 58ª

### Competizioni mondiali
- Campionati del mondo

Stoccarda 2007 - In linea Elite: ritirata
Varese 2008 - In linea Elite: ritirata
Melbourne 2010 - In linea Elite: 58ª
Toscana 2013 - In linea Elite: ritirata
Ponferrada 2014 - Cronosquadre: 5ª
Ponferrada 2014 - Cronometro Elite: 25ª
Ponferrada 2014 - In linea Elite: 31ª
Richmond 2015 - Cronosquadre: 2ª
Richmond 2015 - Cronometro Elite: 21ª
Richmond 2015 - In linea Elite: 15ª
Doha 2016 - Cronosquadre: vincitrice
Doha 2016 - In linea Elite: 15ª
Bergen 2017 - Cronosquadre: 2ª
Bergen 2017 - In linea Elite: 6ª
Innsbruck 2018 - Cronosquadre: 2ª
Yorkshire 2019 - In linea Elite: 11ª
Imola 2020 - In linea Elite: 62ª
Fiandre 2021 - In linea Elite: 33ª
Glasgow 2023 - In linea Elite: ritirata
Zurigo 2024 - In linea Elite: 44ª
- Campionati del mondo di ciclocross

St. Wendel 2011 - Elite: 21ª
Koksijde 2012 - Elite: 14ª
Hoogerheide 2014 - Elite: 14ª
Tábor 2015 - Elite: 9ª
Heusden-Zolder 2016 - Elite: 9ª
Bieles 2017 - Elite: 7ª
Valkenburg 2018 - Elite: 4ª
Bogense 2019 - Elite: 12ª
Dübendorf 2020 - Elite: 15ª
Ostenda 2021 - Elite: 10ª
- Giochi olimpici

Londra 2012 - In linea: 21ª
Rio de Janeiro 2016 - In linea: 18ª
Rio de Janeiro 2016 - Cronometro: 22ª
Tokyo 2020 - In linea: 20ª
Tokyo 2020 - Cronometro: 21ª
Parigi 2024 - In linea: 17ª
- Campionati del mondo gravel

Fiandre 2024 - Elite: 12ª

### Competizioni europee
- Campionati europei su strada

Hooglede-Gits 2009 - Cronometro Under-23: 30ª
Hooglede-Gits 2009 - In linea Under-23: 37ª
Herning 2017 - In linea Elite: 17ª
Glasgow 2018 - In linea Elite: 12ª
Alkmaar 2019 - In linea Elite: 9ª
Plouay 2020 - In linea Elite: 12ª
Monaco di Baviera 2022 - In linea Elite: 16ª
Drenthe 2023 - In linea Elite: 21ª
Limburgo 2024 - In linea Elite: 10ª
- Giochi europei

Minsk 2019 - In linea: 13ª
Minsk 2019 - Cronometro: 25ª
- Campionati europei di ciclocross

Pontchâteau 2016 - Elite: 13ª
Rosmalen 2018 - Elite: 16ª